# Desinstitucionalização
A desinstitucionalização de pessoas com longo histórico de internação passa a tornar-se política pública no Brasil a partir dos anos 90, e ganha grande impulso em 2002 com uma série de normatizações do Ministério da Saúde. Este processo se dá pela da redução de leitos em hospitais psiquiátricos (macro-hospitais) através de mecanismos claros, eficazes e seguros.

## Diferenças regionais
Uma avaliação adequada do ritmo da redução de leitos em todo o Brasil deve necessariamente considerar o processo histórico de implantação dos hospitais psiquiátricos nos estados, assim como a penetração das diretrizes da Reforma psiquiátrica em cada região brasileira, uma vez que o processo de desinstitucionalização pressupõe transformações culturais e subjetivas na sociedade e depende sempre da pactuação das três esferas de governo (federal, estadual e municipal) e de movimentos sociais envolvidos na questão.
A distribuição dos atuais 42.076 leitos psiquiátricos no Brasil expressa o processo histórico de implementação nos estados de um modelo hospitalocêntrico de assistência em saúde mental. A oferta hospitalar, em sua maioria de leitos privados (58% dos leitos em psiquiatria), concentrou-se historicamente nos centros de maior desenvolvimento econômico do país, em detrimento de vastas regiões carentes de qualquer recurso de assistência em saúde mental. Os estados com grande tradição hospitalar e alta concentração de leitos de psiquiatria são os estados da Bahia e Pernambuco (na Região Nordeste do Brasil), Goiás (no Centro-Oeste), Paraná (na região Sul) e São Paulo, Rio de Janeiro e Minas Gerais (na região Sudeste). A região Sudeste, como grande centro histórico de desenvolvimento do país e região com maior concentração de renda, sedia cerca de 60% dos leitos de psiquiatria no país.